# Graphania conspicua
Graphania conspicua là một loài bướm đêm trong họ Noctuidae.